# Autobus Atac Fiat (1948-1953)
Gli autobus Atac Fiat del periodo 1948-1953 della rete di Roma sono stati un gruppo di 91 veicoli autobus adibiti al servizio urbano della città italiana e prodotti dalla FIAT.

## Storia
Nel 1945, a ostilità definitivamente cessate, l'ATAC (rinominata come tale nel 1945), si trova con un parco autobus piuttosto eterogeneo, che va dai Lancia Omicron del 1928-30 ai Fiat 656 e Alfa Romeo a due e a tre assi giunti nel decennio 1932-1942. Gran parte dei veicoli sono fermi in deposito sia per danni di guerra che per mancanza di lubrificanti e pneumatici, e ci sono anche un centinaio di vetture riconvertite a gasogeno, inutilizzabili e per le quali l'adozione dell'alimentazione diesel non è immediatamente attuabile per mancanza di fondi e di materiali. Per provvedere alla riattivazione almeno parziale del servizio, specie verso le periferie quasi del tutto isolate, le vetture più moderne vengono inviate alla ricostruzione presso ditte esterne mentre l'acquisto di nuovo materiale può iniziare soltanto nel 1948.

## I Fiat 666

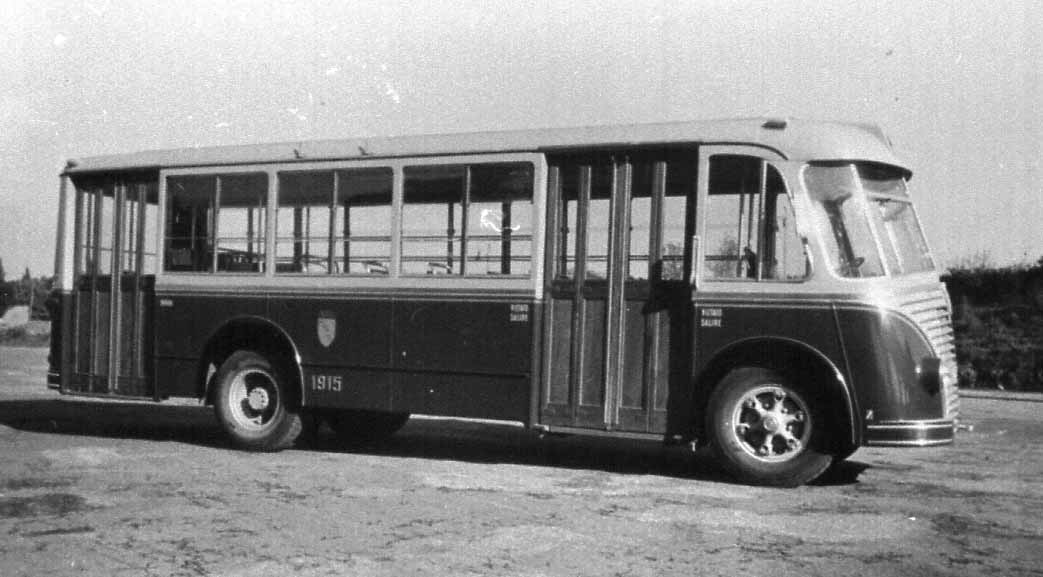
Un Fiat 666

I primi autobus del dopoguerra, venti vetture che entrano in servizio a partire da marzo 1948,  nuovi lo sono soltanto nelle carrozzerie, allestite per metà dalla Macchi e metà dalla Garavini. I gruppi meccanici, pur con qualche innovazione, sono ancora quelli degli anni '30: il telaio Fiat 666, infatti, ricalca quello dei Fiat 656 con l'adozione di sospensioni più efficaci. Di ridotte dimensioni sono inizialmente impiegati su linee centrali a medio traffico. Con l'arrivo dei Lancia Esatau e degli Alfa Romeo 140 sono relegati alle linee periferiche e ai servizi sussidiari nelle ore di maggior richiesta.

## I Fiat 672
Più o meno contemporaneamente alla fornitura dei 666 l'ATAC riceve in prova un autobus su telaio Fiat 672-RN a tre assi con motore Fiat 368 da 123 CV, cambio meccanico a quattro velocità con riduttore e freni pneumatici a comando idraulico. La carrozzeria, allestita dalla Ca.N.Sa. di Novara e tipica di tutti i veicoli costruiti all'epoca su questo telaio, elegante ed oltremodo curata. Per motivi non noti questa vettura non suscita particolari entusiasmi in azienda, al punto che circola sulla sola linea 91 (attuale 716) senza nemmeno un numero di esercizio. Lo scarso interesse per questo tipo di autobus è confermato dall'acquisto di un piccolo gruppo di sole dodici vetture, meccanicamente analoghe ma con carrozzeria Viberti anziché CANSA ed ora numerate, che circolano scarsamente utilizzate sulle sole linee 91, 92 (poi 713) e 95 fino al 1963.
La vettura 3585 è trasformata in epoca imprecisata in sottostazione elettrica ambulante e come tale utilizzata fino ai primi anni settanta.

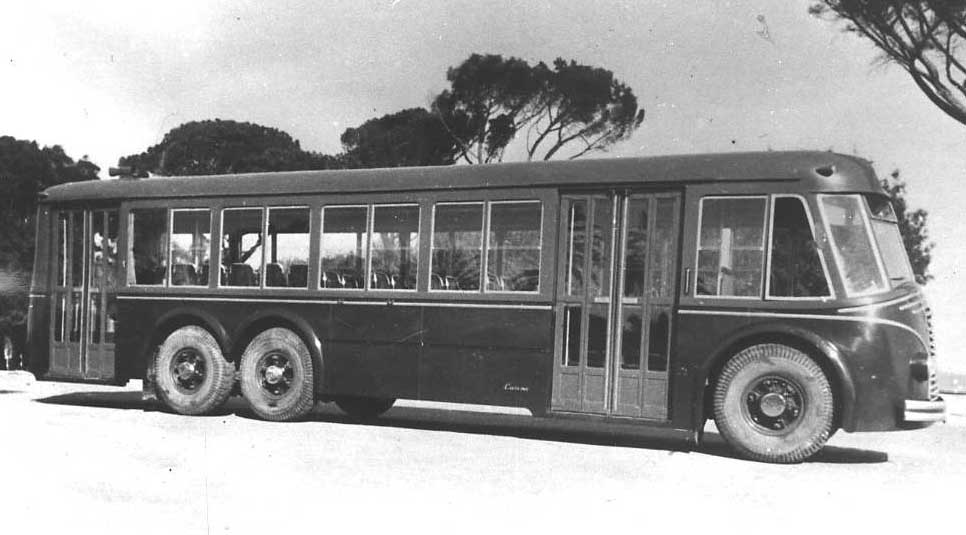
La vettura in prova senza numero.
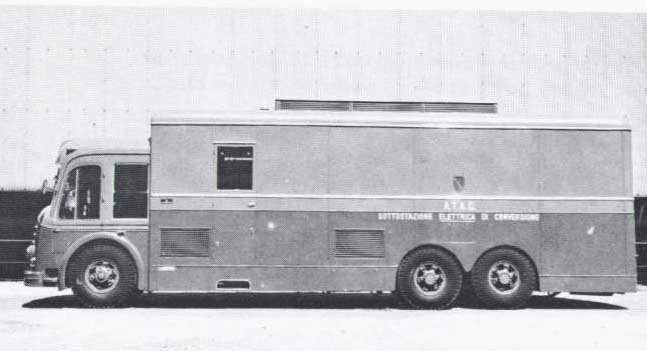
La 3585 trasformata.

## I Fiat 680

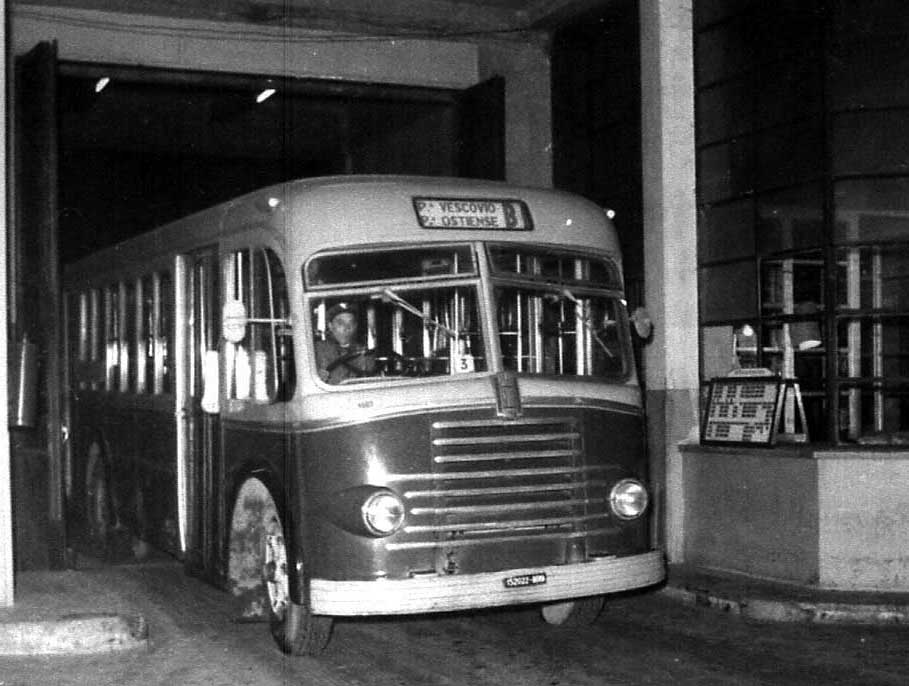
Fiat 680 al deposito Tuscolana.

Nel 1950, in vista dell'esercizio in proprio delle linee celeri, al momento date in appalto ed esercitate con comodi veicoli ad allestimento turistico, l'ATAC acquista venti autobus a due assi su telaio 680-RN con carrozzeria allestita dalla Stanga di Padova, largamente pubblicizzati per la loro comodità. In realtà, l'unica differenza rispetto ai precedenti gruppi è che i sedili sono provvisti di una modesta imbottitura in vinil pelle verde, che è tutto quanto l'azienda concede in fatto di comodità rispetto agli autobus da turismo. In attesa di utilizzarli sulle celeri fanno servizio per circa un anno sulla Roma-Tivoli, dimostrandosi però insufficienti per la ridotta capacità. Dotati del motore Fiat 368 da 123 CV e di cambio a quattro velocità con riduttore, si rivelano ottimi come meccanica e carrozzeria, tanto che l'ATAC ne ordina successivamente altre due serie, queste con carrozzerie Casaro e Ca.N.Sa..

## Numerazione
A partire dal 1948, con la normalizzazione del parco all'alimentazione a gasolio, scompare il prefisso letterale introdotto nel 1927. La numerazione continua però a seguire il criterio pari/dispari fino al 1962 e l'assegnazione del migliaio 3 agli autobus a tre assi. Nell'assegnazione dei numeri di esercizio alle vetture del dopoguerra, inoltre, l'ATAC segue due criteri distinti, la cui motivazione è ignota e al contempo inesplicabile: o si impegna una spropositata quantità di numeri  per una manciata di vetture o si infilano nello stesso migliaio o centinaio vetture del tutto diverse tra loro. Nel periodo 1950-1969 questi due criteri riguardano gli autobus Fiat e Lancia. I primi sono tutti numerati a quattro cifre senza distinzione di costruttore ed epoca, spesso utilizzando i numeri rimasti liberi tra le serie precedenti. Per i secondi, tutti a tre cifre, vige il criterio opposto; si impegnano costantemente centinaia nuove, una per costruttore di carrozzeria, destinate a rimanere incomplete e non utilizzabili per altro materiale, ricorrendo a cervellotiche rinumerazioni di precedenti autobus pur di riavere libere le centinaia da utilizzare. In pochi casi si tollera addirittura che gli stessi numeri siano contemporaneamente assegnati a tram e autobus.
I Fiat a due assi sono numerati sequenzialmente: serie 1901-1939 per i 666, serie 1941-2057 per i 680 (coi numeri da 2001 a 2057 sovrapposti a quelli delle vetture tranviarie MRS). I 672 sono invece numerati a seguito dei Fiat 656 a tre assi cominciando da 3577, numero dell'ultima vettura del gruppo precedente evidentemente ritirata dal servizio.
| num. eserc. | q.tà | anno | telaio       | carrozz. | assi | motore      | pot. CV | lungh. mm | tara t. | nota |
| 1901-1919   | 10   | 1948 | Fiat 666-RNU | Garavini | 2    | Fiat 366/45 | 113     | 9500      |         |      |
| 1921-1939   | 10   | 1948 | Fiat 666-RNU | Macchi   | 2    | Fiat 366/45 | 113     | 9500      |         |      |
| 1941-1979   | 20   | 1950 | Fiat 680-RNU | Stanga   | 2    | Fiat 368    | 123     | 10200     | 8,3     |      |
| 1981-2009   | 15   | 1951 | Fiat 680-RNU | Casaro   | 2    | Fiat 368    | 123     | 10100     | 8,3     |      |
| 2011-2057   | 24   | 1952 | Fiat 680-RNU | CANSA    | 2    | Fiat 368    | 123     | 10200     | 8,3     |      |
| 3577-3579   | 12   | 1949 | Fiat 672-RN  | Viberti  | 3    | Fiat 368    | 123     | 11800     |         |      |